# Купуния, Ольга Филипповна
Ольга Филипповна Купуния (1931 год, село Ахалсопели, Зугдидский район, Грузинская ССР) — звеньевая колхоза имени Берия Ахалсопельского сельсовета Зугдидского района, Грузинская ССР. Герой Социалистического Труда (1949).

## Биография
Родилась в 1931 году в крестьянской семье в селе Ахалсопели Зугдидского района (сегодня — Зугдидский муниципалитет). Окончила местную сельскую школу. Трудилась рядовой колхозницей, звеньевой чаеводов на чайной плантации местного колхоза имени Берия (с 1953 года — колхоз имени Ленина) Зугдидского района, председателем которого был Антимоз Михайлович Рогава.
В 1948 году молодёжно-комсомольское звено под её руководством собрало в среднем с каждого гектара по 8821 килограмм сортового чайного зелёного листа на участке площадью 2,3 гектара. Указом Президиума Верховного Совета СССР от 29 августа 1949 года удостоена звания Героя Социалистического Труда за «получение высоких урожаев сортового зелёного чайного листа и цитрусовых плодов в 1948 году» с вручением ордена Ленина и золотой медали «Серп и Молот» (№ 4604).
Этим же Указом званием Героя Социалистического Труда были также награждены 16 тружеников колхоза имени Берия Зугдидского района: бригадиры Партен Михайлович Кадария, Владимир Михайлович Макацария, Амбако Спиридонович Рогава, звеньевые Ариадна Джуруевна Купуния, Вера Евгеньевна Купуния, Хута Григорьевна Купуния, Венера Давидовна Ломая, Мария Гудуевна Макацария, Хута Герасимовна Хвингия, колхозницы Валентина Николаевна Джоджуа, Паша Несторовна Джоджуа, Ольга Павловна Кантария, Надя Платоновна Пония, Ивлита Тарасовна Хасия, Лена Герасимовна Хвингия, Лена Константиновна Читанава, Валентина Акакиевна Шаматава.
За выдающиеся трудовые результаты по итогам 1950 года была награждена в 1951 году вторым Орденом Ленина.
Проживала в родном селе Ахалсопели Зугдидского района.
Награды
- Герой Социалистического Труда
- Орден Ленина — дважды (1949; 01.09.1951)
- Орден Трудового Красного Знамени (19.07.1950).